# Joseph R. Tanner
Pour les articles homonymes, voir Tanner.
Joseph Richard "Joe" Tanner est un astronaute de la NASA. Il est né le 21 janvier 1950 à Danville, Illinois.

## Missions
- STS-66 : Atlantis.
- STS-82 : Discovery.
- STS-97 : Endeavour.
- STS-115 : Atlantis.

Il a effectué un total de cinq sorties dans l'espace.